# Ferdinando Mittiga
Ferdinando Mittiga o, erroneamente, Mittica (Platì, 23 giugno 1826 – Natile, 30 settembre 1861) è stato un brigante italiano.
Ex sottufficiale dell'esercito del Regno delle Due Sicilie, divenne noto come brigante a seguito della proclamazione dell'Unità d'Italia.

## Biografia

### L'infanzia e la tradizione
Nacque, a Platì, in una famiglia della ricca borghesia locale, da Don Francesco Mittiga, civile, e Donna Dorotea Roi. Lo scrittore Vincenzo Labanca nel suo romanzo racconta che venne chiamato con quel nome, interrompendo la tradizione che vuole i primogeniti chiamarsi come il nonno paterno, come atto di fedeltà nei confronti di Re Ferdinando: sebbene la famiglia fosse fedelissima alla patria, anche questa è parte romanzata, in quanto in realtà il nonno si chiamava proprio Ferdinando.
Entrato giovanissimo nell'esercito, ne divenne ben presto sottufficiale, ma fu imprigionato nelle carceri di Ardore per aver ferito un uomo con un coltello. il 10 settembre 1848 riuscì tuttavia ad evadere dalla prigione, quando, allo scoppio dei Moti del 1848 in Calabria, i rivoltosi liberarono i prigionieri dalle carceri locali, al grido di: "Viva l'Italia! Viva Pio IX". Quindi, ritornato libero, si mise a capo di una banda di duecento uomini, composta non solo da briganti, ma anche da giovani renitenti alla leva, imperversando lungo le strade montane e compiendo rapine e omicidi. Da qui il soprannome datogli di Caci, che in dialetto greco-calabro vuol dire "cattivo".

### La spedizione di Borjés
Dopo l'Unità d'Italia, il vicegovernatore di Gerace si rivolse al possidente liberale Francesco Oliva, compaesano di Mittiga, affinché il brigante, che aveva ulteriormente ingrossato le sue file con ex militari del disciolto esercito borbonico, sciogliesse la sua banda e si consegnasse alle autorità; tuttavia, Oliva non si mosse da Gerace, essendo stato avvertito di un potenziale agguato ai suoi danni fra i monti di Cirella, mentre Mittiga rispose che non si sarebbe mai consegnato. Nel frattempo i piani del brigante, proclamatosi generale dell'esercito borbonico, divennero più ambiziosi: essendo venuto a conoscenza che erano in corso i preparativi per una spedizione in Calabria, guidata dal generale catalano José Borjes, in partenza da Malta, fece sapere che era pronto a mettersi al servizio del comandante borbonico. 
Così, l'11 settembre 1861 Borjés sbarcò a Brancaleone con 21 compagni e prese immediatamente contatto con la banda di Mittiga, forte di 120 uomini, accampata nei pressi di Cirella: tra i due uomini sorse subito l'inimicizia rispetto al controllo delle operazioni militari, in quanto Mittiga voleva dare l'assalto al paese natale, dove stazionavano un reparto di Guardie nazionali e pochi soldati regolari, contro il parere del generale catalano, che alla fine dovette cedere. L'attacco iniziò il 17 settembre 1861 e vide un iniziale vantaggio dei briganti, per via della confusione che provocò l'effetto sorpresa, ma la disorganizzazione e l'improvvisazione tattica della banda di Mittiga, oltre all'arrivo di una compagnia di soldati regolari in rinforzo alla guarnigione di Platì, tramutò l'operazione in un disastro. Il capo banda riuscì ad uccidere alcuni possidenti liberali, come Rosario Oliva, ma alla fine decise di togliere l'assedio a Platì. 
Nella ritirata la banda passò da Ciminà, dove i briganti fecero incetta di tutte le armi trovate, inseguiti, sotto una pioggia torrenziale, da fanti e bersaglieri del generale De Gori. Mittiga dovette subito spostare l’accampamento, dirigendosi verso la sommità dello Zomaro, da dove entrò nella piana di Gerace. La guarnigione si era di molto ridotta, mentre la banda di Mittiga si era ridotta a soli 40 uomini validi. Gli ufficiali spagnoli, liberatisi dei beni utili al finanziamento della rivolta popolare, si diressero verso i monti della Sila piccola, nei pressi di Serrastretta. Nel frattempo i bersaglieri del battaglione del maggiore Rossi, arrivati da Reggio Calabria, bruciarono come rappresaglia il convento di Bianco ed uccisero il Superiore, fucilando poco dopo sulla piazza di Ardore il notaio Sculli di Natile, il barone Franco di Caraffa e Francesco Violi di Platì, che avevano aiutato segretamente Borjés ad entrare in contatto con Mittiga.
Questi, braccato da tutte le parti, si diresse verso la periferia di Natile, riuscendo ad evitare gli agguati e gli scontri con i soldati italiani. Fu scoperto grazie alla delazione di un mugnaio, suo compare, che lo tradì per intascare la taglia, riuscendo a consegnarlo alla Guardia Nazionale, con uno stratagemma. In compagnia del ventitreenne Pasquale Luscrì di Cirella, sua vera e propria guardia del corpo, il Mittiga rientrava in contrada Mulino nuovo di Natile, seguito da una cagnolina che non si separava mai dal brigante. Il tenente delle guardie di Galatro, Vincenzo Pisani, si appostò in un casolare che fronteggiava il mulino, lo riconobbe, e, ad una parola convenuta tra Mittiga ed il mugnaio, lo raggiunse ripetutamente con numerosi colpi di fucile. Così, il brigante calabrese e il suo compagno, trascinatisi fino ad un vicino campo di granturco, spirarono poco dopo. Lo storico calabrese Vittorio Visalli sostiene che erano le undici di sera del 29 settembre 1861, i registri dello stato civile invece le undici di mattina del 30 settembre. Le guardie avrebbero voluto mozzare la testa del Mittiga, portarla a Platì in cima ad un palo, ma il generale De Gori, contrario a questo atto barbaro, ne ordinò l'immediata sepoltura. Pochi mesi dopo, anche Borjés sarebbe stato fucilato presso Tagliacozzo, al confine con lo Stato Pontificio, dove si stava recando per cercare di avvertire l'ex-re Francesco II di Borbone, in esilio a Roma, dell'insuccesso della spedizione legittimista.